# Blümelsbach
Der Blümelsbach (so die vor Ort überkommene Schreibweise, die sich auch im örtlichen Dialekt als Blimmelsbach wiederfindet) oder Blümelbach (so auf neueren amtlichen Karten) ist ein selbst etwa 7 km und, wenn man den einen oder anderen Oberlauf zurechnet, ein 8 bis 9 km langer rechter Zufluss der Felsalb in der rheinland-pfälzischen Westpfalz, der in der kreisfreien Stadt Pirmasens und im  Landkreis Südwestpfalz verläuft. Mit seinen kleinen Nebenbächen trägt er im Bereich von Pirmasens zur Entwässerung des hügeligen Stadtgebiets und des westlichen Umlands bei. Er fließt fast mit seiner gesamten Länge innerhalb der Gemarkung der Stadt, lediglich die letzten 200 m samt der Mündung liegen auf der Gemarkung der Ortsgemeinde Nünschweiler.

## Geographie

### Verlauf

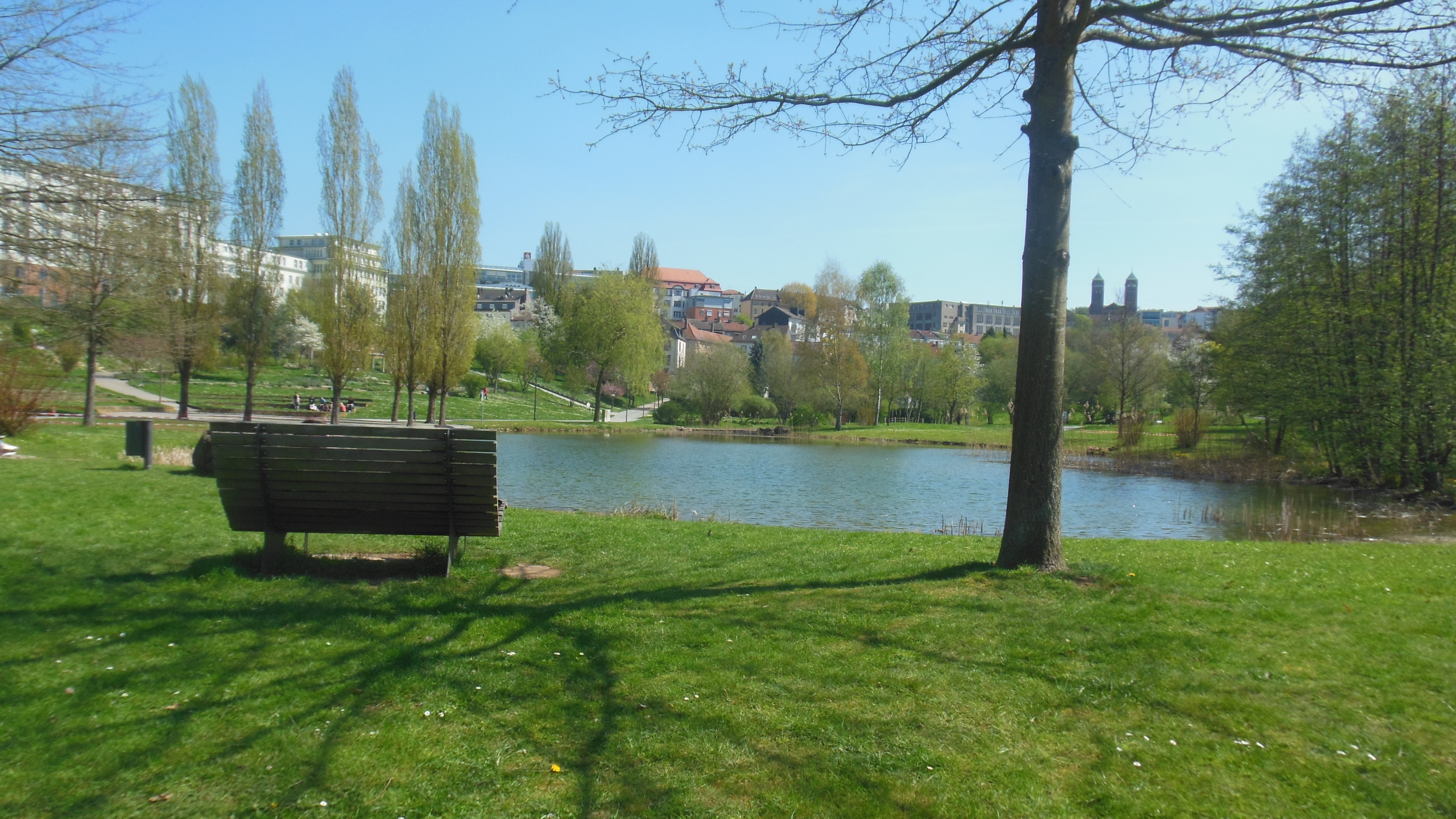
Teich im Strecktalpark etwas oberhalb des Streckbach-Ursprungs

Für den Ursprung kommen die Quellen beider Oberläufe infrage oder deren Zusammenfluss. Der Kartendienst des Landschaftsinformationssystems der Naturschutzverwaltung Rheinland-Pfalz (LANIS) gibt den Ursprung des rechten Oberlaufs Streckbach als Quelle an, der auf 329 m ü. NHN unter der 60 m hohen Streckbrücke im Pirmasenser Strecktalpark liegt, die 1927/28 am Westrand der Kernstadt errichtet wurde und als Kulturdenkmal eingestuft ist. In Pirmasens wird der Streckbach als Hauptquelle angesehen.
Der GeoExplorer der Wasserwirtschaftsverwaltung Rheinland-Pfalz sieht dagegen die Quelle des linken Oberlaufs Steinbach als Ursprung, der auf 369 m ü. NHN dem Teich am Klosterhof von Pirmasens entspringt; diese Quelle liegt etwa 500 m südwestlich der erstgenannten. Zudem versieht der GeoExplorer einen etwa 500 m langen linken und südlichen Zulauf des von LANIS definierten Streckbachs mit dessen Namen.
Die beiden Oberläufe, der rechte und südöstliche, 1,1 km lange Streckbach sowie der linke und südliche, 1,8 km lange Steinbach, fließen jedenfalls am westlichen Stadtrand unter den Feierabendfelsen auf 288 m ü. NHN zusammen, womit der noch etwa 7,1 km lange Namenslauf des Blümelsbachs beginnt.
Dieser fließt anschließend durch das Blümelstal, das vor Ort mundartlich auch Blimmelsdäälsche heißt, zwischen dem östlich gelegenen Pirmasenser Stadtkern und dem Ortsteil Gersbach hindurch nach Norden. Dann wendet sich das Tal nach Westen, und der Bach passiert den Ortsteil Hengsberg, der nördlich liegt. Vorbei am südlich gelegenen Ortsteil Windsberg erreicht der Blümelsbach den Rand des zu Nünschweiler gehörenden Weilers Dusenbrücken. Dort, kurz unterhalb des ehemaligen Standorts der abgerissenen Rothmühle, mündet er auf etwa 254 m Höhe von rechts in die Felsalb, die ihrerseits dem Hornbach zufließt, einem Nebengewässer des Schwarzbachs. 300 m nördlich der Mündung führt die Autobahn 8 (Pirmasens–Zweibrücken) vorbei.
Der alleine 7,1 km, zusammen mit seinem Oberlauf Streckbach 8,2 km und zusammen mit seinem anderen Oberlauf Steinbach 8,9 km lange Lauf des Blümelsbachs endet 75 Höhenmeter unterhalb der Streckbachquelle, er hat mit diesem Oberlauf zusammen also ein mittleres Sohlgefälle von etwa 9,2 ‰. Der Gesamtlauf mit dem Steinbach zusammen dagegen durchflösse eine Höhendifferenz von 111 Höhenmetern, das mittlere Sohlgefälle betrüge hierfür etwa 12,9 ‰.

### Einzugsgebiet
Das 23,4 km² große Einzugsgebiet des Blümelsbachs liegt im Pirmasenser Hügelland und wird durch ihn über die Felsalb, den Hornbach, den Schwarzbach, die Blies, die Saar, die Mosel und den Rhein zur Nordsee entwässert.
Es grenzt
- im Norden an das des Aschbachs, der in den Schwarzbach mündet,
- im Nordosten an das Einzugsgebiet des Steinbachs, der über die Rodalb in den Schwarzbach entwässert,
- im Osten an das des Dankelsbachs, der über den Lamsbach in die Rodalb entwässert, und
- im Süden an das der Felsalb.

Die höchste Erhebung ist der Staffelberg mit 407,1 m im äußersten Nordosten des Einzugsgebiets.

### Zuflüsse
Hierarchische Liste der Zuflüsse des Blümelsbachs, jeweils vom Ursprung zur Mündung, mit Längenangabe in Kilometern (km) und Fläche des Einzugsgebiets in Quadratkilometern (km²) nach dem GeoExplorer der Wasserwirtschaftsverwaltung Rheinland-Pfalz (Hinweise). Die Längenangaben sind auf eine und die Flächenangaben auf zwei Nachkommastellen gerundet. Andere Quellen für die Angaben sind vermerkt.
Zusammenfluss des Blümelsbachs auf 288 m ü. NHN am Westrand von Pirmasens unter den Feierabendfelsen ⊙ aus seinen beiden Oberläufen
- Steinbach[10] (linker Oberlauf), 1,8 km und 3,95 km²; entspringt auf 369 m ü. NHN dem Teich am Klosterhof ⊙
  - ⊙ Großheimerbach (links), 1,9 km und 2,48 km²; entspringt auf 363 m ü. NHN südwestlich des Gottelsbergs ⊙
    - ⊙ (Bach vom Hollerstock) (links), 0,5 km und 0,45 km²; entspringt auf 363 m ü. NHN am Hollerstock ⊙
- Streckbach[11] (rechter Oberlauf), 1,1 km und 2,15 km²; entspringt auf 329 m ü. NHN unter der Streckbrücke ⊙
  - ⊙ (Bach vom Imserbühl) (links), 0,5 km und ca. 0,30 km²;[1] entspringt auf 357 m ü. NHN am Imserbühl ⊙
- ⊙ Recherbach (rechts), 1,0 km und 0,77 km²; entspringt auf 361 m ü. NHN am Südostrand von Fehrbach ⊙
- ⊙ Atzbach (links), 0,8 km und 0,73 km²; entspringt auf 327 m ü. NHN unterhalb des Riegelwieser Brunnens ⊙
- ⊙ Gersbach (links), 1,6 km und 2,11 km²; entspringt auf 317 m ü. NHN am Westrand von Gersbach ⊙
- ⊙ Fehrbach (rechts), 2,4 km und 3,06 km²; entspringt auf 364 m ü. NHN im Westen von Fehrbach ⊙
  - ⊙ Lambach[12] (rechts), 0,6 km und 0,59 km²; entspringt auf 339 m ü. NHN östlich von Höheischweiler ⊙
- ⊙ (Bach aus dem Wäldersgrund) (links), 0,5 km und 0,43 km²; entspringt auf 320 m ü. NHN zwischen Emmersberg und Rimschberg ⊙
- ⊙ Kohlbach (rechts), 0,7 km und 0,90 km²; entspringt auf 312 m ü. NHN südöstlich des Bärenhütterhofs ⊙
- ⊙ (Bach aus der Harzhütterklamm) (links), 1,5 km und 2,05 km²; entspringt auf 337 m ü. NHN in der Harzhütterklamm ⊙

Mündung des Blümelsbachs auf  254 m ü. NHN bei Nünschweiler von rechts in die Felsalb ⊙

## Sehenswürdigkeiten
Die Quelle stellt wegen ihrer Lage unter der Streckbrücke eine Besonderheit dar. Touristisch von Interesse ist das Blümelstal mit seinen beeindruckend geformten Sandsteinfelsen. Es ist auf ganzer Länge kraftverkehrsfrei, Fuß- und Radwanderer können Wegmarkierungen folgen, die vom Pfälzerwald-Verein unterhalten werden.